# تاريخ صناعة الشموع
تطورت صناعة الشموع   بشكل مستقل في العديد من الأماكن على مر التاريخ
.

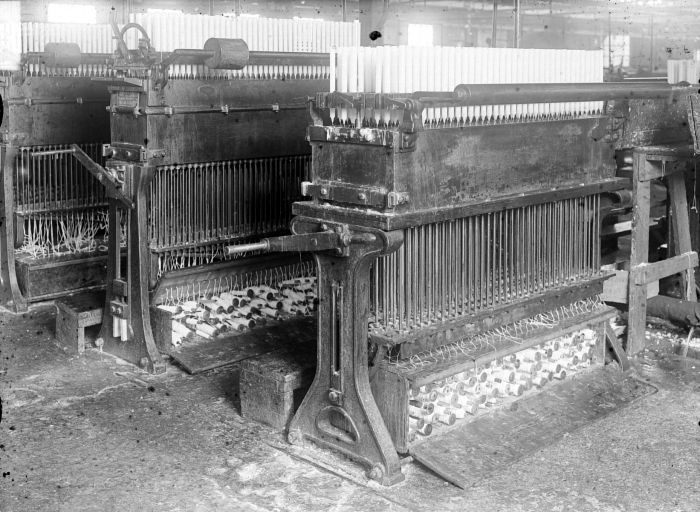
صممت آلة صناعة الشموع في إندونيسيا عام 1920 تقريباً

استخدمت الشموع من قِبَل اليونانيون القدامى تكريماً لميلاد الآلهة ارتميس في الْيَوْمَ السادس من كل شهر قمري.
 صنعت الشمعة لأول مرة في مدينة بجاية بالجزائر وهنا جاء الاسم Une bougie وتعني بالفرنسية شمعة أي جاءت من اسم المدينة التي صمعت فيها (بجاية). قام الرومان بصناعة الشموع منذ حوالي 500 عام قبل الميلاد وكانت صناعة الشموع من الشحم الحيواني منخفضة إلى حد ما. ترجع ادلة ظهور الشموع المصنوعة من دهن الحوت في الصين إلى سلالة تشين الحاكمة (221-206) قبل الميلاد. وفي الهند كان الشمع  المستخلص من القرفة المغلية مستخدم في الشموع المتواجدة في المعابد. ا
 ظلت صناعة الشموع غير معروفة في عدة مناطق من أوروبا والشرق الأوسط وافريقيا حتى أوائل العصور الوسطى حيث كانت الزيوت المستخدمة لإنارة المصابيح المصنوعة من الزيتون متوفرة بشكل واسع.
بدأ الرومان بصناعة الشموع بشكل منخفض في بداية العام 500 ق.م.
في بادئ الامر صنعت الشموع في العصور القديمة منالشحم وشمع العسل، ولكن مؤخراً تم صناعتها من العنبرية والدهون الحيوانية المبسترة (المنقاة) وشمع البارافين.

## العصور القديمة
استخدم اليونانيون الأوائل الشموع لتكريم ميلاد الآلهة أرتميس في الْيَوْمَ السادس من كل شهر قمري.
  بدأ الرومان بصناعة الشموع بشكل منخفض في بداية العام 500 ق.م.على الرغم من ان المصابيح الزيتية كانت مستخدمة بشكل واسع كمصدر أساسي للإنارة في إيطاليا الرومانية إلا ان الشموع كانت تهدى باستمرار في طقوسهم كعيد الالهة ساتورن.
كان تشين شي هوانغ (259-210) ق.م أول إمبراطور لسلالة تشين الصينية (221-206) ق.م وكان ضريحه الذي تم اكتشافه في التسعينات على بعد 22 ميلاً شرق شيان، يحتوي على شموع مصنوعة من دهن الحوت. تعني كلمة zhú 燭 باللغة الصينية الأصل (الشعلة) وقد تدرج معنى هذه الكلمة إلى أن عرفت بالشمعة أثناء فترة الدويلات المتحاربة (221-403) ق.م. تتميز بعض القطع البرونزية المستخرجة في تلك الحقبة بشوكة تعرف ب (شمعدان) تقوم بحمل الشمعة.
يشير معجم جيزوبيان إلىمملكة هان (202ق.م-220ب.م) أن صناعة الشموع من شمع النحل كانت في (40 ق.م) في حين أن كتاب جاين الذي تم جمعه في 648 وغلف من قبل أسرة جين (265-420) مرجع أساسي للشموع المصنوعة من شمع النحل فيما يتعلق باستخدامها من قبل رجل الدولة تشويي (ت 322). تم العثور على وعاء من الفخار المحفور والذي يرجع تاريخه إلى القرن الرابع الميلادي حيث يوجدهذا الوعاء في متحف لويانغ ويحتوي على مقبس مجوف تم العثور على اثار شمع فيه. بشكل عام كانت هذه الشموع الصينية مصبوبة في انابيب ورقية، باستخدام ورق الارز الملفوف حول الفتيل والشمع المستخرج من النحل تم جمعها مع بذور. وفي القرن الثامن عشر كانت الشموع الصينية تحتوي على أوزان بنيت في جوانب الشموع-كلما ذابت الشمعة سقطت الأوزان وأحدثت ضجيجاً في الوعاء الساقطة فيه.
وقد صنعت الشموع اليابانية من الشمع المستخلص من أشجار الجوز[بحاجة لتوضيح]
وقد أستخدم الشمع المستخلص من غليان القرفة في صناعة الشموع المستخدمة في المعابد في الهند. . كما استخدمت زبدة ياك في صناعة الشموع في منطقة تبت في الصينt
.هناك سمكة تدعى الأيلاتشون أو سمكة الشمع وهي عبارة عن نوع من سمك الهف الّذي وجد من منطقة أوريقون إلى الأسكا. خلال فترة القرن الأول قبل الميلاد، كان السكان الأصليون لهذه المنطقة يستخدمون الزيت المستخلص من هذه السمكة في الإنارة. يمكن أن تصنع الشموع البسيطة عن طريق وضع السمك المجفف في عصا متفرع ثم القيام بإنارته.

## العصور الوسطى

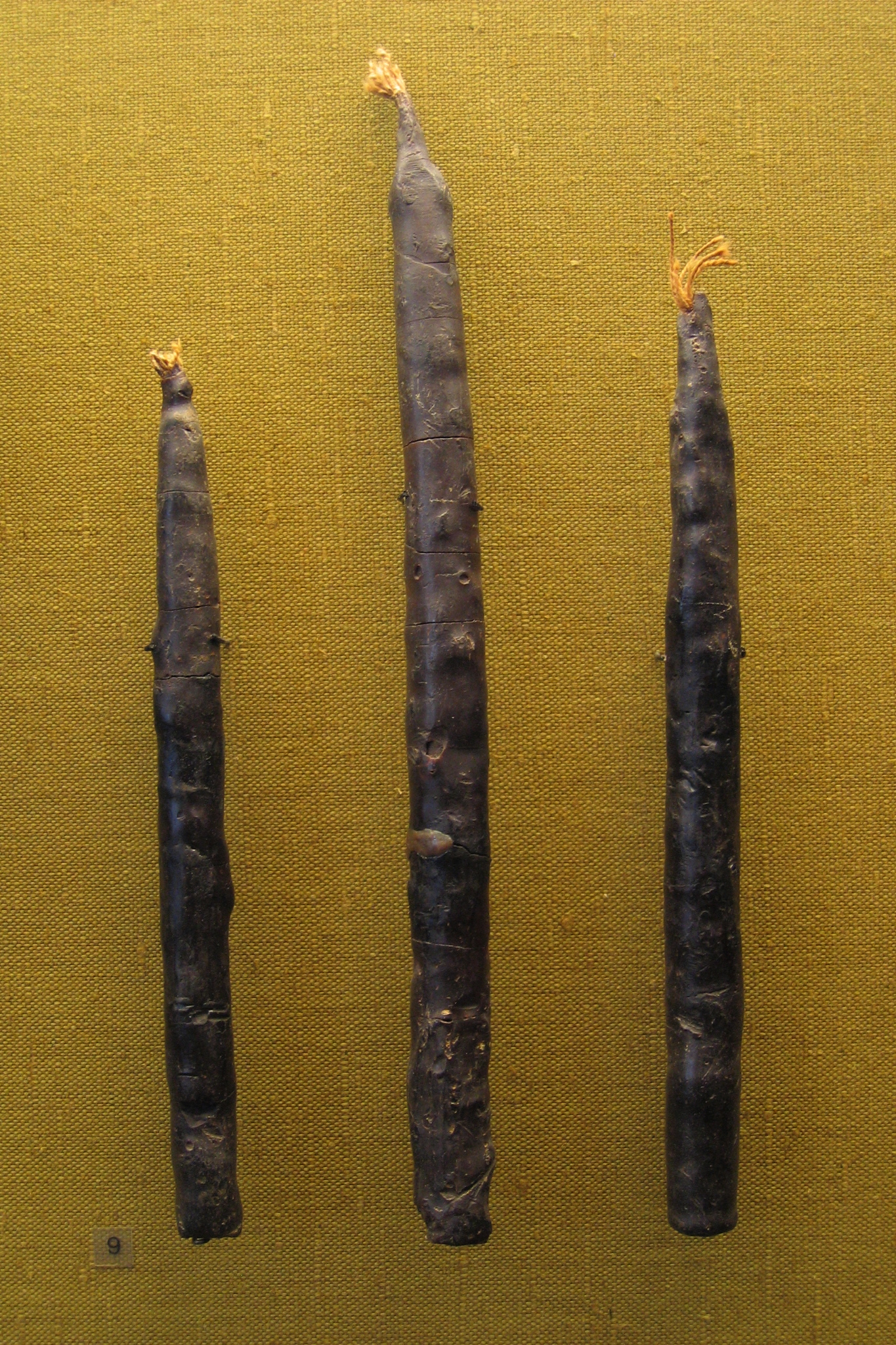
أقدم الشموع المصنوعة من شمع النحل في شمال جبال الألب في مقبرة
المانيك في مدينة أوبرفلاتش في ألمانيا يعود تاريخها إلى القرن السادس
والسابع قبل الميلاد

بعد انهيار الإمبراطورية الرومانية توقفت التجارة  وهذا أدى إلى عدم توفر زيت الزيتون حيث أنه كان الوقود الأكثر شيوعاً لإنارة المصابيح في جميع أنحاء أوروبا. ونتيجة لذلك، أصبحت الشموع مستخدمة بشكل واسع. وعلى سبيل المقارنة، فقد ضلت صناعة الشموع غير معروفة نسبياً بسبب توفر زيت الزيتون في شمال أفريقيا والشرق الأوسط.
في العصور الوسطى، أصبحت الشموع منتشرة في جميع أنحاء أوروبا. صانعي الشموع أو ما يعرف بالشمعيون كانوا يصنعون الشموع من الدهون المحفوظة في المطبخ أو يبيعونها في محلاتهم. تم أيضاً تسجيل تجارة صانعي الشموع باسم أكثر جاذبية وهو «سميرمونقر»، منذ أن أشرفوا على صناعة الصلصة والخل والصابون والجبن. وقد اتضح انتشار الشموع عن طريق استخدامها في عيد تطهير مريم العذراء واحتفالات القديس لوسي.
أصبح الشحم الحيواني وهو الدهن المستخرج من الأبقار والغنم المادة الأساسية في صناعة الشموع في أوروبا. حيث تنبعث أثناء صناعة هذه الشموع رائحة كريهة بسبب غاز الغليسرين التي تحتوي عليه. كانت رائحة عملية صناعة الشموع مزعجة جداً ولذلك تم إصدار قرار رسمي بمنع هذه الصناعة في العديد من المدن الأوروبية. عرف شمع النحل على أنه مادة ممتازة في إنتاج الشموع بدون رائحة كريهة، ولكن استخدامه في الصناعة ظل مقيداً حيث يستخدمه فقط الأثرياء وفي الكنائس وأثناء المناسبات الملكية وذلك بسبب تكلفته الباهظة.
بحلول القرن الثالث عشر، أصبحت صناعة الشموع في بريطانيا وفرنسا حرفة. تم تأسيس شركة لصانعي الشموع من الشحم الحيواني في لندن عام 1300 وفي عام 1456 تم منحها شعار النبالة.
يعود تاريخ شركة صانعي الشموع من شمع النحل إلى عام 1330، وقد حصلت على ميثاقها في عام 1484 . وبحلول عام 1415، تم استخدام الشموع المصنوعة من الشحم الحيواني في إنارة الشوارع. كان أول قالب للشمع في القرن الخامس عشر في باريس.

## العصر الحديث

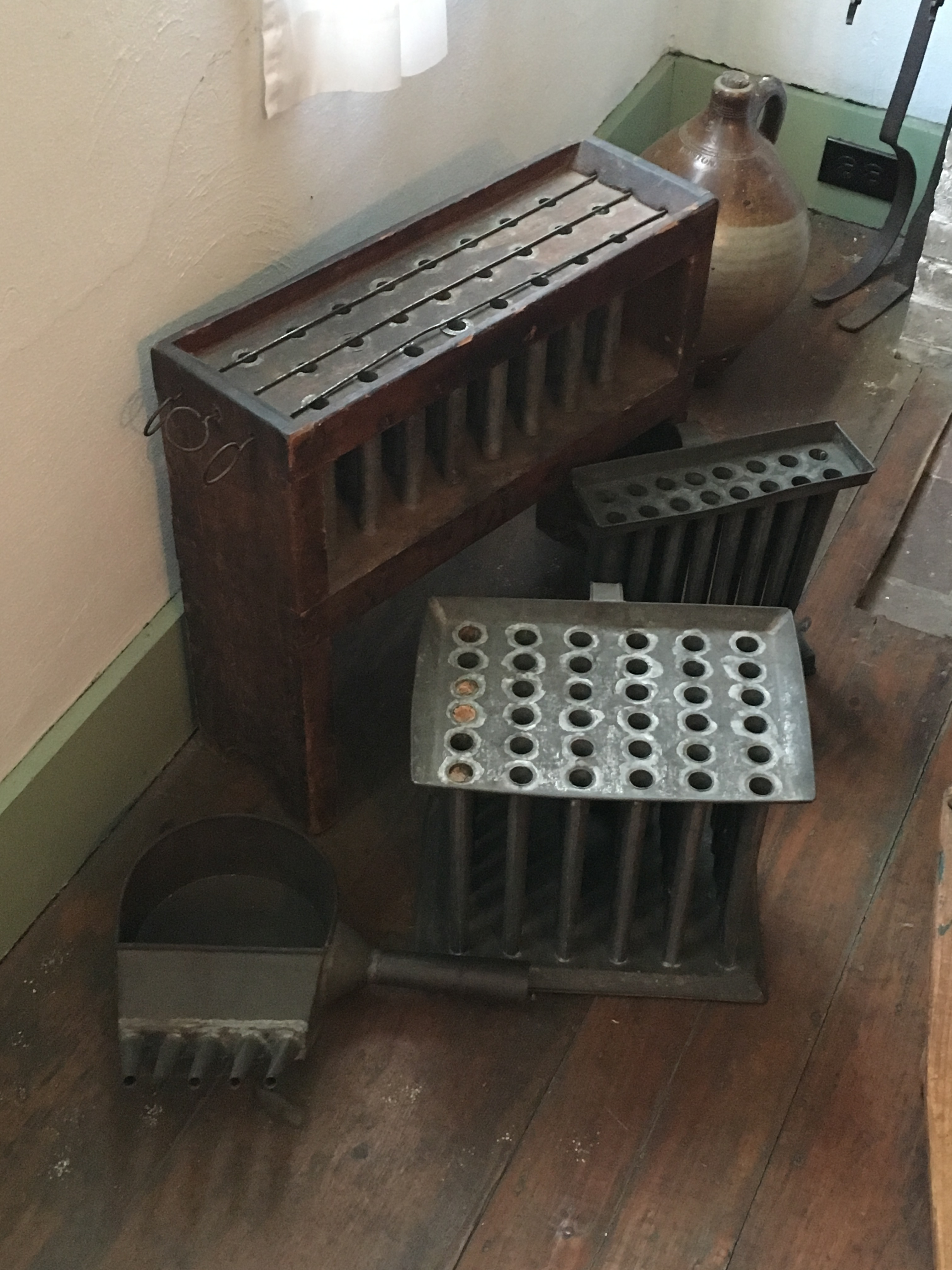
قوالب شمع مدببة على النمط الاستعماري

مع نمو صناعة صيد الحيتان في القرن الثامن عشر أصبح العنبر، وهو عبارة عن الزيت الموجود في تجويف رأس حوت العنبر، مادة مستخدمة على نطاق واسع لصناعة الشموع. حيث يُجمع العنبر بواسطة بلورة الزيت من حوت العنبر ويعتبر مادة الشمع الأولى التي أصبحت متوفرة بكميات هائلة. . على نحو مماثل لشمع النحل فإن شمع العنبر لم يبعث رائحة كريهة عند حرقه وكذا ينتج ضواءّ ساطعاً. فهو أيضاً أصلب من كلا الشحم الحيواني وشمع النحل، لذا فهو لا يلين أو ينثني في حرارة الصيف.. إذ صُنع أول << شمع قياسي>> من شمع العنبر.
. بحلول عام 1800، أُكتشف بديل أرخص تكلفة. زيت السلجم المشتق من بذور السلجم وكذا زيت مشتق من بذور اللفت ينتجان شموع ذو لهب صافي وبلا دخان. قام الكيميائيان الفرنسيان مايكل اوقين شيفرول (1786–1889) وجوزيف لوي قيل وساك (1778–1850) بتسجيل براءة اختراع مادة ستيارين الدهنية عام 1825. مثل الشحم، فهذه المادة مستخرجة من الحيوانات ولكنها لا تحتوي على مادة الغلسرين.

### المرحلة الصناعية
أصبحت صناعة الشموع سوقاً صناعياً ضخماً في منتصف القرن التاسع عشر. وفي عام 1834 حصل صانع الأواني  جوزيف مورقن من مدينة مانشستر على براءة اختراع آلة أحدثت ثورة في صناعة الشموع. حيث أنها سمحت بإستمرار إنتاج الشموع المصنعة بالقوالب بواسطة استخدام أسطوانة ذو مكبس متحرك لإخراج الشموع عندما تتصلب. هذه الإنتاج الآلي الأكثر كفاءة أنتج أكثر من 1,500 شمعة في الساعة (وفقاً لبراءة الاختراع). حيث بإمكان ثلاثة أشخاص وخمسة صبيان (مشغلي الآلة) أن يصنعوا طنين من الشمع في اثني عشر ساعة. وبهذه الطريقة  أصبحت الشموع سلعة سهلة المنال للجميع. 

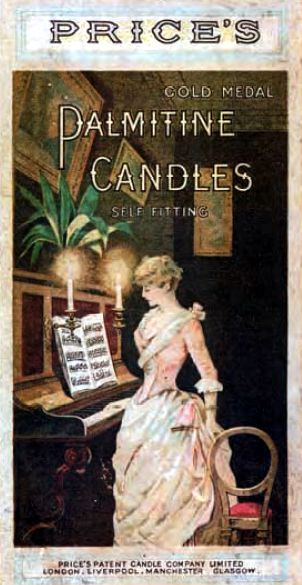
شموع برايس أصبح أكبر مُصنع للشموع في العالم بحلول نهاية القرن التاسع عشر Price's Candles

في ذلك الحين، بدأ صانعو الشموع أيضاً بتشكيل فتيل الشموع  عن طريق تجديل القطن بشدة (بدلاً من مجرد لويه). هذه التقنية جعلت من الفتيل يلتف أثناء حرقه مما حافظ على ارتفاع الفتيل وكذا الشعلة. بما أن أغلب الفتيل الزائد يحترق ويتحول إلى رماد، فإن هذه التقنية تعرف ب«التشذيب أو الاستهلاك الذاتي».
 في عام 1848، أنشأ جيمس يونق أول مصفاة زيت في العالم في شركة ألفريتون أيرونوركس في قرية ريدينقز  في مقاطعةداربيشير. إذ صنعت شمعتان من البارافين من شمع البارافين الطبيعي الموجود في الزيت وهذه الشموع أنارت قاعة المحاضرة في المعهد الملكي والتي ألقاها ليون بليفير. وفي منتصف خمسينات القرن التاسع عشر، نجح جيمس يونق في تقطير شمع البارافين من الفحم وزيت الصفائح الصخرية في باثقيت في مقاطعة ويست لوثين. حيث طور طريقة إنتاج تجارية قابلة للتطبيق. تمت معالجة شمع البارافين بتقطير بقايا عملية تكرير  النفط.
.
تم إنتاج شمع البارفين عن طريق تقطير بقايا النفط ومشتقاتة ويمكن استخدام البارفين لصنع شموع رخيصة الثمن ذات جودة عالية. فتكون هذه الشموع بيضاء مزرقة وتشتعل بشكل نظيف كما انها لاتصحبها رائحة كريهة على عكس الشموع المصنوعة من الشحم الحيواني وكان العيب في هذه المادة هو ان شموع البارفين المشتقة من الفحم والنفط ذات نقطة انصهار منخفضة للغاية ولحل هذه المشكلة تم ادخال مادة الاسترين التي اكتشفها العالم مايكل يوجين  وهي مادة عديمة اللون صلبة ومتينة وتصل درجة انصهارها إلى 54_72,5(50261_20921)° .
في أواخر القرن التاسع عشر كان برايس أحد أكبر مصنعي الشموع في العالم حيث تواجد مصنعه في لندن. وترجع اصول المصنع إلى عام 1829م عندما قام وليام ويلسون بإستثمار قطعة ارض تقدر ب 1000فدان أي ما يقارب (4كم²) من مزارع جوز الهند في سيرلانكا، وكان الهدف منها هو صناعة شموع تتكون من زيت جوز الهند.
وفي وقت لاحق، حاول استخراج زيت جوز الهند من أشجار النخيل المحملة بجوز الهند حدثت مصادفة غير مقصودة حيث اكتشف شيء جعل كل طموحاتة تتنحى جانباً عندما قام ابنه جورج ويلسن الكيميائي الموهوب بتقطير الزيوت البترولية لأول مرة عام 1854م. كما ان جورج كان رائداً في تنفيذ تقنية التقطير بالبخار وبالتالي كانت له القدرة على تصنيع مجموعة واسعة من الشموع والتي تحتوي على المواد الخام بما في ذلك الدهون المستخرجة من الجلود والعظام وزيت السمك وكذلك الشحوم الصناعية.
في أمريكا تطورت مدينة سيراكيوز (نيويورك) إلى ان أصبحت مركز عالمي لصناعة الشموع في منتصف القرن التاسع عشر وشمل هذا المركز العديد من صانعي الشموع مثل ويل وبومر وماك ميلر وايضا منش كروز وكذالك شركة كاتدرال لصناعة الشموع.

### تدهور صناعة الشموع

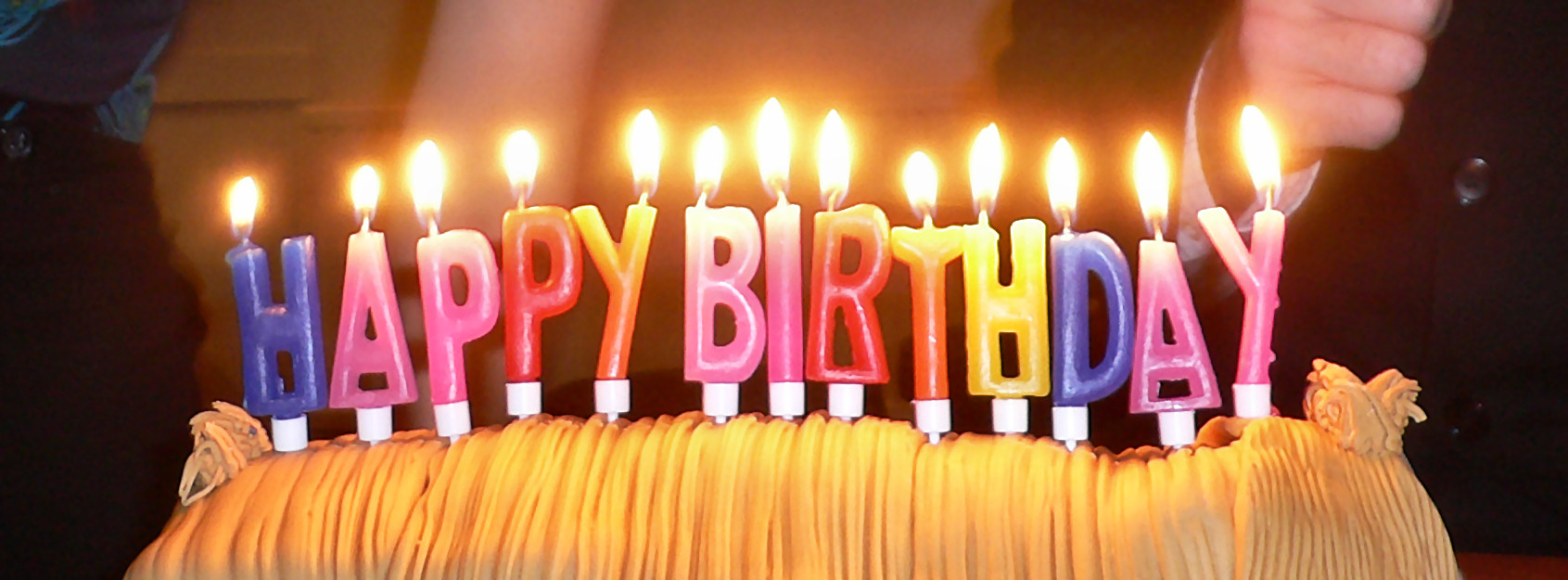
تستخدم الشموع لأعياد الميلاد

على الرغم من التقدم الذي أحرزتة صناعة الشموع إلا انه سرعان مانخفض هذا التقدم بإدخال اساليب متقدمة للإضاءة بما في ذلك الكيروسين والمصابيح ففي عام 1879م تم اختراع مصباح كهربائي متوهج.
ومن هذا المنطلق تم التسويق للشموع وإستخدامها كمواد للزينة. فأصبحت الشموع متاحة على نطاق واسع بأشكال وأحجام وألوان مختلفة، كما اهتم بعض المستهلكين بالشموع المعطرة فبدأ إنتاجها يزدهر ويتطور. وفي بداية التسعينات ظهر نوع جديد من الشموع بسبب ارتفاع الطلب عليها.
تم استبدال البارفين وهو منتج ثانوي من النفط بشكل سريع بالشموع الجديدة بسبب ارتفاع تكلفتها.
بدأ صانعو الشموع بمزج الشموع الأخرى مثل المصنعة من زيت الصويا والنخيل والكتان بالبارفين أملاً في الحصول على فعالية شمع البارفين مع سعر الشموع الأخرى. يتطلب صنع مزيج الشمع الفريد الآن تركيبة كيميائية عطرية بمقاييس مختلفة، وكذا الحاجة إلى الابتكار في مجال صناعة فتيل الشمع لتلبية احتياجات الأداء بمواد أكثر صلابة لحرق المواد الممزوجة 